# Wenceslao I de Bohemia

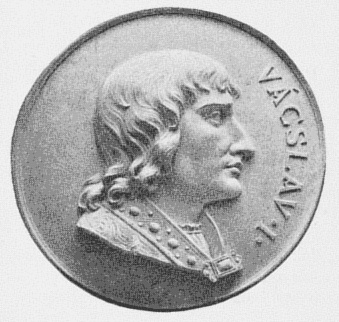
Medalla de Wenceslao I

Wenceslao I Premyslid (en checo: Václav I.) (1205-23 de septiembre de 1253) fue rey de Bohemia entre 1230 y 1253.
Wenceslao era hijo del rey Otakar I de Bohemia y de Constanza de Hungría. Sus abuelos maternos eran Bela III de Hungría e Inés de Antioquía (Inés de Châtillon), quien era hija de Reinaldo de Châtillon y Constanza de Antioquía, príncipes de Antioquía. 

## Primeros años de reinado
El 6 de febrero de 1228, Wenceslao fue coronado como cogobernante del reino de Bohemia con su padre. El 15 de diciembre de 1230, Otakar murió, y Wenceslao le sucedió como rey de Bohemia.
Su primera preocupación fue la amenaza que representaba Federico II de Austria. El expansionismo de Federico era causa de recelo y protesta de algunos otros gobernantes. En 1236, el emperador Federico II Hohenstaufen se vio envuelto en guerra con la Liga lombarda, y pidió a Wenceslao y a otros gobernantes que le prestaran tropas. Wenceslao encabezó a un grupo de príncipes que se mostraron renuentes a separar tropas de la defensa de sus propios territorios, por miedo a la invasión del ducado de Austria, y solicitaron la intervención imperial.
En junio de 1236, el emperador impuso una prohibición imperial al duque de Austria. Las tropas despachadas contra el duque obligaron a este a abandonar Viena. Aunque el duque continuaría gobernando un estado disminuido el año siguiente, el emperador declaró el gobierno imperial directo en Austria y Estiria. Ekbert von Andechs-Meranien, antiguo obispo de Bamberg, fue instalado como gobernador de los dos ducados, gobernando hasta su muerte, el 5 de junio de 1237. Wenceslao no quedó muy satisfecho con esta aparente expansión del poder imperial junto a sus fronteras, así que formó una alianza con el duque Federico contra el emperador. Este decidió levantar la prohibición en 1237, para no tener otro frente abierto. Wenceslao negoció la expansión de Bohemia al norte del Danubio, anexionando territorios ofrecidos por el duque Federico con el fin de mantener su alianza.
Wenceslao y Federico pronto encontraron otro aliado en la persona de Otón II de Baviera. En junio de 1239, Wenceslao y Otón dejaron el Parlamento del Sacro Imperio en Eger, abandonando el servicio del excomulgado emperador Federico. A pesar de su intento de elegir un antirrey, tal elección no se produjo hasta 1246.

## Invasión mongola
En 1241, Wenceslao repelió con éxito una incursión a Bohemia de las fuerzas de Batu Kan y de Subotai, del Imperio Mongol, como parte de la invasión mongola de Europa. Los mongoles no enviaron su ejército principal contra Polonia, Bohemia y Silesia. Solo Moravia sufrió la devastación a sus manos. Las incursiones a estas cuatro áreas fueron dirigidas por Baidar, Kadan y Orda Kan, con una fuerza de unos 20.000 hombres. Después de la victoria mongola en la batalla de Liegnitz, Wenceslao se replegó para reunir refuerzos en Turingia y Sajonia, pero fue superado por la vanguardia mongola en Klodzko. Sin embargo, la caballería bohemia esquivó al destacamento mongol. Como las órdenes de Baidar y Kadan habían sido servir de distracción, se volvieron desde Bohemia y Polonia hacia el sur, para unirse con Batu y Subotai, que habían batido a los húngaros en la batalla de Mohi.
Cuando Subotai se enteró en 1242 que el Gran Kan Ogedei había muerto el año anterior, el ejército mongol retrocedió al este, porque Subotai tenía a tres príncipes de sangre a su mando, y Gengis Kan había dejado claro que todos los descendientes del Gran Kan deberían retornar a la capital del Imperio Mongol, Karakórum, para elegir al próximo Khagan. Los polacos, sin darse cuenta de la razón por la que los mongoles abandonaron tan repentinamente, asumieron simplemente que los habían derrotado en combate.

## Ducado de Austria
El 15 de junio de 1246, Federico II de Austria fue muerto en una batalla contra Bela IV de Hungría, que tuvo lugar en el río Leita. Como no tenía hijos y no había designado sucesor, la cuestión sucesoria resultó en años de disputas entre varios pretendientes. La política exterior de Wenceslao se centró en adquirir Austria para la dinastía Premislida. Mientras, el emperador Federico II maniobraba para colocar a Austria de nuevo bajo dominio imperial directo, pero el gobernador imperial Otón von Eberstein tuvo que lidiar con la rebelión austríaca, impidiendo beneficios inmediatos de la anexión del ducado.
El Privilegium Minus, documento que elevaba a Austria a ducado el 17 de septiembre de 1156, permitía a la rama femenina de la casa de Babenberg acceder al trono. Gertrudis de Austria, sobrina del fallecido Federico II, reclamó el ducado como derecho propio. Wenceslao arregló para ella el matrimonio de su hijo mayor, Ladislao, margrave de Moravia, con lo que este fue declarado, jure uxoris, duque de Austria, y se aseguró el apoyo de parte de la nobleza austríaca. El 3 de enero de 1247, Ladislao murió repentinamente, y el plan fracasó. Gertrudis continuó con su reclamación y procedió a casarse con Herman VI de Baden.

## La rebelión
En 1248 Wenceslao tuvo que hacer frente a la rebelión de la nobleza bohemia dirigida por su propio hijo Otakar II. Este había sido seducido por los nobles descontentos, que le dieron el apodo de <<el rey más joven>>. Wenceslao derrotó la rebelión y encarceló a su hijo.
A finales de 1250, tanto el Emperador, como Herman VI habían fallecido. Este último nunca había sido aceptado por los nobles austríacos. Gertrudis y su único hijo, Federico de Baden, continuaron con su reclamación, pero Wenceslao llevó a cabo una exitosa invasión de Austria, completada en 1251, proclamando duque de Austria a Otokar II. En orden a asegurar los derechos dinásticos sobre Austria, Wenceslao prometió a su hijo con Margarita de Austria, una mujer de la casa Babenberg, hermana de Federico II, y tía de Gertrudis. Ella era mucho mayor que Otokar, pero la boda tuvo lugar el 11 de febrero de 1252.
Wenceslao no disfrutó mucho tiempo de su victoria, pues murió el 23 de septiembre de 1253, y fue sucedido por Otokar II.

## Matrimonio y descendencia
En 1224 se casó con Cunegunda de Suabia, segunda hija de Felipe de Suabia y de Irene Ángelo.
Wenceslao animó a un gran número de alemanes a establecerse en ciudades y pueblos de Bohemia y Moravia. Como consecuencia de los nuevos pobladores, nuevos edificios de piedra empezaron a reemplazar a los antiguos de madera en Praga.
El matrimonio tuvo cinco hijos conocidos:
- Ladislao, margrave de Moravia (c. 1228–1247).[7]
- Otakar II de Bohemia (c. 1230–1278).[8]
- Beatriz de Bohemia (c. 1231–27 de mayo de 1290). Casada con Otón III, margrave de Brandeburgo.[9]
- Inés de Bohemia (†10 de agosto de 1268). Casada con Enrique III, margrave de Meissen.
- Una hija de nombre desconocido, muerta joven.